# Джалілов Алішер Лутфуллойович
Алішер Джалілов (тадж. Алишер Ҷалилов, нар. 29 серпня 1993) — російський і таджицький футболіст, півзахисник таджикистанського клубу «Істіклол».

## Клубна кар'єра
Народився 29 серпня 1993 року. Вихованець юнацьких команд футбольних клубів «Регар-ТадАЗ» та «Локомотив» (Москва).
У дорослому футболі дебютував 2009 року виступами за команду «Рубін», в якій провів шість сезонів, взявши участь лише у 8 матчах чемпіонату. Також виступав на правах оренди за «Нафтохімік» (Нижньокамськ).
Протягом 2017—2022 років захищав кольори клубів «Балтика», «Істіклол» та «Алмалик».
До складу клубу «Істіклол» приєднався 2023 року.

## Виступи за збірні
У 2010 року дебютував у складі юнацької збірної Росії (U-17), загалом на юнацькому рівні взяв участь у 24 іграх, відзначившись 12 забитими голами.
З 2013 року залучався до складу молодіжної збірної Росії. На молодіжному рівні зіграв в одному офіційному матчі.
У 2019 році дебютував в офіційних матчах у складі національної збірної Таджикистану.
У складі збірної був учасником кубка Азії з футболу 2023 року у Катарі.
| Дата       | Місто        | Господарі   | Результат | Гості       | Турнір            | Голи | Примітки |
| ---------- | ------------ | ----------- | --------- | ----------- | ----------------- | ---- | -------- |
| 5-9-2019   | Душанбе      | Таджикистан | 1 – 0     | Киргизстан  | Відбір до ЧС 2022 | 1    |          |
| 10-9-2019  | Улан-Батор   | Монголія    | 0 – 1     | Таджикистан | Відбір до ЧС 2022 | -    |          |
| 15-10-2019 | Душанбе      | Таджикистан | 0 – 3     | Японія      | Відбір до ЧС 2022 | -    |          |
| 9-11-2019  | Куала-Лумпур | Малайзія    | 1 – 0     | Таджикистан | товариський матч  | -    |          |
| 14-11-2019 | Мандалай     | М'янма      | 4 – 3     | Таджикистан | Відбір до ЧС 2022 | -    | 38'      |
| 19-11-2019 | Бішкек       | Киргизстан  | 1 – 1     | Таджикистан | Відбір до ЧС 2022 | -    |          |
| 3-9-2020   | Ташкент      | Узбекистан  | 2 – 1     | Таджикистан | товариський матч  | -    |          |
| 1-2-2021   | Дубай        | Йорданія    | 2 – 0     | Таджикистан | товариський матч  | -    |          |
| 5-2-2021   | Дубай        | Йорданія    | 0 – 1     | Таджикистан | товариський матч  | 1    |          |
| 25-3-2021  | Душанбе      | Таджикистан | 3 – 0     | Монголія    | Відбір до ЧС 2022 | 1    |          |
| 16-11-2021 | Астана       | Казахстан   | 1 – 0     | Таджикистан | товариський матч  | -    |          |
| Усього     |              | Матчів      | 11        |             | Голів             | 3    |          |

## Титули та досягнення
Істіклол
- Чемпіон Таджикистану: 2019,[1] 2020, [2] 2021, [3] 2023, [4] 2024[5]
- Кубок Таджикистану: 2019,[6] 2023[7]
- Суперкубок Таджикистану: 2019, [8] 2020,[9] 2021,[10] 2024[11], 2025

Індивідуальний
- Гравець року в Таджикистані: 2019,[12] 2021[12]
- Найкращий бомбардир Вищої ліги Таджикистану: 2023[13]